# Таскарасу (станция)
Таскарасу — железнодорожная станция Алматинского отделения Казахстанских железных дорог. Расположена на участке Жетыген — Алтынколь между разъездами Нурлы и Айдарлы. Открыта в 2011 году в составе участка Жетыген — Алтынколь — граница с Китаем, в сентябре 2012 года началось движение пассажирских поездов.
Станция расположена возле одноимённого села Уйгурского района Алматинской области.